# General Dynamics/Grumman EF-111A Raven
General Dynamics/Grumman EF-111A Raven (vzdevek "Spark-Vark") je bilo ameriško lovsko letalo za elektronsko bojevanje. Zasnovan je podlagi bombnika z gibljivimi krili General Dynamics F-111 Aardvark. EF-111A je bil razvit kot naslednik Douglasovega EB-66 Destroyer. 

## Specifikacije (EF-111A)
Podatki iz The Great Book of Modern Warplanes General Dynamics F-111 "Aardvark" Modern Fighting Aircraft
Splošne karakteristike
- Posadka: 2: pilot in operater sistemov za elektronsko bojevanje
- Dolžina: 76,0 ft (23,17 m)
- Razpon kril: 63,0 ft (razprta krila), 32,0 ft (zložena krila) (19,2 m / 9,74 m)
- Višina: 20,0 ft (6,1 m)
- Površina kril: 657,4 ft² (razprta krila), 525 ft² (zložena krila) (61,07 m² / 48,77 m²)
- Aeroprofil: NACA 64-210.68 koren, NACA 64-209.80 konec krila
- Teža praznega letala: 55275 lb (25072 kg)
- Naložena teža: 70000 lb (31751 kg)
- Maks. vzletna teža: 89000 lb (40370 kg)
- Pogon letala: 2 × sprva Pratt & Whitney TF30-P-3, kasneje TF30-P-9 turbofan z dodatnim zgorevanjem, 19600 lbf (TF30-P-9) (92,7 kN (TF30-P-9)) vsak
- Zero-lift drag coefficient: 0.0186 (F-111D)
- Vitkost krila: 7,56 (razprta krila); 1,95 (zložena krila) (F-111D)

 Zmogljivost 
- Maks. hitrost: Mach 2,2 (1460 mph, 2350 km/h) nad 30000 ft
- Doseg: 2000 milj (1740 nmi, 3220 km)
- Največji doseg: 3800 milj (3300 nmi, 6110 km)
- Višina leta: 45000 ft (13715 m)
- Hitrost vzpenjanja: 11000 ft/min (3353 m/min)
- Razmerje potisk/teža: 0,598
- Razmerje vzgon/upor: 15,8 (F-111)